# نیو داور (نیوجرسی)
نیو داور (به انگلیسی: New Dover) یک منطقهٔ مسکونی در ایالات متحده آمریکا است که در ادیسون، نیوجرسی واقع شده‌است. نیو داور ۴۲٫۹۸ متر بالاتر از سطح دریا قرار دارد.